# Соловьёв, Борис Нифантьевич
Борис Нифантьевич Соловьёв (22 декабря 1940 — 11 июля 2007) — советский и российский театральный режиссёр, педагог. Народный артист Российской Федерации (1997).

## Биография
Родился 22 декабря 1940 года в Москве в семье рабочих. 
Окончил Ленинградский государственный институт культуры в 1965 году. Профессор. 
В 1969—1973 годах — режиссёр-постановщик Театра драмы при отделе культуры исполкома городского совета в городе Арзамас-16 (ныне Саров, Нижегородская область). В 1973—1982 годах — режиссёр-постановщик, главный режиссер Кемеровского областного драматического театра им. А. В. Луначарского. В 1982—1985 годах — главный режиссер Ивановского областного драматического театра. С 1991 года — художественный руководитель, директор Кемеровского областного драматического театра им. А. В. Луначарского. 
В Кемерово Соловьёв ставил такие спектакли, как Дядя Ваня, Трамвай Желание, Маленькие трагедии (А. С. Пушкин), Борис Годунов, Чайка, Медея, Отелло, Ревизор, Горе от ума и т. д.
Также занимался педагогической деятельностью. Будучи главным режиссёром Кемеровского областного драматического театра вёл курс актёрского мастерства при театре и Кемеровском государственном институте культуры.
Скончался 11 июля 2007 года. Похоронен на Николо-Архангельском кладбище в Москве.
Заслуженный деятель искусств РСФСР (1979). Народный артист Российской Федерации (1997).